# Експоненційне зростання

Лінійна (червона), степенева (синя) і експоненційна (зелена) залежності

Експоненційне зростання — зростання величини, за якого швидкість зростання пропорційна значенню самої величини. Підпорядковується експоненційному закону. Експоненційне зростання протиставляється повільнішим (на досить довгому проміжку часу) лінійній або степеневій залежності. У випадку дискретної області визначення з рівними інтервалами його ще називають геометричним зростанням або геометричним розпадом (значення функції утворюють геометричну прогресію). Експоненційна модель зростання також відома як мальтузіанська модель зростання.

## Властивості
Для будь-якої величини, яка зростає експоненційно, що більше значення вона має, то швидше зростає. Також це означає, що величина залежної змінної і швидкість її зростання прямо пропорційні. Але при цьому, на відміну від гіперболічної, експоненційна крива ніколи не йде в нескінченність за скінченний проміжок часу.
Як наслідок, експоненційне зростання виявляється швидшим, ніж будь-яке степеневе і тим більше будь-яке лінійне зростання.

## Математичний запис
Експоненційне зростання описують диференціальним рівнянням:
{\displaystyle {\frac {dx}{dt}}=kx}
Розв'язок цього диференціального рівняння — експонента:
{\displaystyle x=ae^{kt}}

## Приклади
Прикладом експоненційного зростання є зростання числа бактерій у колонії до настання обмеження ресурсів. Іншим прикладом експоненційного зростання є складні відсотки.